# Мияма, Сидзуо
Сидзуо Мияма (яп. 深山 静夫 Мияма Сидзуо, неизвестно, Хиросима — неизвестно, Япония) — японский футболист. Выступал за сборную Японии.

## Карьера
На протяжении своей футбольной карьеры выступал за клуб Rijo Shukyu-Dan.

## Национальная сборная
В 1923 году Мияма, Сидзуо был вызван в сборную Японии на Дальневосточных играх 1923. На этом турнире 23 мая он дебютировал против Филиппин. Всего он провел за национальную команду 2 матча.

## Статистика за сборную
| Сборная Японии | Сборная Японии | Сборная Японии |
| Год            | Матчи          | Голы           |
| -------------- | -------------- | -------------- |
| 1923           | 2              | 0              |
| Итого          | 2              | 0              |